# United States Ram Fleet
United States Ram Fleet (ang. Flota taranowców Stanów Zjednoczonych) – niewielka grupa taranowców na rzece Missisipi, podczas wojny secesyjnej w Stanach Zjednoczonych.

## Formacja
W marcu 1862, inżynier budownictwa United States Army – Charles Ellet Jr. utworzył flotyllę taranowców na zachodnich dopływach rzeki Missisipi. Ellet przebudował kilka pchaczów, zwiększając masę ich kadłubów. Pierwotnie statki nie posiadały żadnej artylerii na swych pokładach, później zamontowano na nich kilka dział. Na czele floty stanął Ellet, który awansował do stopnia pułkownika. Dowodził podczas bitwy pod Memphis, 6 czerwca 1862, gdzie taranowce odegrały bardzo ważną rolę w zwycięstwie Unionistów nad Rzeczną Flotą Obronną Konfederacji (Confederate River Defense Fleet). W czasie walk Ellet został ciężko ranny i w następstwie zmarł kilka dni później.
Po śmierci Charlesa Elleta Jra, dowództwo nad flotą objął jego młodszy brat Alfred W. Ellet, który na początku 1863, zorganizował Brygadę Piechoty Morskiej Missisipi. Flota taranowców Elleta była pod jego dowództwem nawet po przyłączeniu do Zachodniej Flotylli Kanonierek. Flota została rozwiązana w sierpniu 1864.

## Okręty
- USS Lancaster
- USS Monarch
- USS Queen of the West
- USS Switzerland
- USS Lioness
- USS Mingo
- USS Samson
- USS Fulton
- USS T. D. Horner